# Психоакустика
Психоакустика — наукова дисципліна, що вивчає особливості і закономірності процесу сприйняття звуків, їхнього впливу (позитивного/негативного) на людину — її свідомість, організм. Це міждисциплінарна галузь: перебуває на стикові фонетики, психолінгвістики, фізіології, основи психоакустики були закладені Г. Гельмгольцем, який вивчав закономірності процесу сприйняття звуків і побудови мови. Психоакустика включає: фізику і біофізику сприйняття простих і складних тональних сигналів, де досліджуються абсолютні і різничні пороги слуху, формування відчуттів гучності і висоти, сприйняття складних звуків, бінауральний ефект і т. д.; фізіологічні аспекти побудови мови і сприйняття мовних і подібних до мови сигналів (шумів), де вивчаються кількісні показники розбірливості мови, її маскування, умови розпізнавання мовних сигналів, питання моделювання мовного акту; нейродинамічні аспекти слухової системи, де досліджують сприйняття звукових послідовних стимулів залежно від інтервалу часу між ними при обліку їхніх інтенсивностей, частот і тривалості.

## Звук і його сприйняття
Чистий тон має дві незалежні характеристики: 1) частоту і 2) силу, або інтенсивність. Частота вимірюється в герцах, тобто визначається кількістю повних коливальних циклів за секунду. Інтенсивність вимірюється величиною пульсуючого тиску звукових хвиль на будь-яку поверхню і зазвичай виражається у відносних, логарифмічних одиницях — децибелах (дб). Необхідно пам'ятати, що поняття частоти і інтенсивності застосовуються тільки до звуку як зовнішнього фізичного подразника; це т.з. акустичні характеристики звука. Коли ми говоримо про сприйняття, тобто про фізіологічний процес, звук оцінюється як високий або низький, а його сила сприймається як гучність. В цілому, висота — суб'єктивна характеристика звуку — тісно пов'язана з його частотою; звуки високої частоти сприймаються як високі.

## Межі звукового сприйняття
Межі звукового сприйняття — мінімальна та максимальна частоти коливань, що сприймаються людським вухом як звук. Експерименти показали наступне. Коли коливання здійснюються дуже поволі, рідше 20 повних коливальних циклів за секунду (20 Гц), кожна звукова хвиля чується окремо і не утворює безперервний тон. Із збільшенням частоти коливань людина починає чути безперервний низький тон, схожий на звук найнижчої басової труби органу. З подальшим зростанням частоти сприйманий тон стає все вищим; при частоті 1000 Гц він нагадує верхнє «до» у сопрано. Проте і ця нота все ще далека від верхньої межі людського слуху. Тільки коли частота наближається приблизно до 20 000 Гц, нормальне людське вухо поступово перестає чути.
Чутливість вуха до звукових коливань різних частот неоднакова. Воно особливе тонко реагує на коливання середніх частот (від 1000 до 4000 Гц). Тут чутливість така велика, що скільки-небудь істотне її збільшення виявилося б несприятливим: одночасно сприймався б постійний фоновий шум безладного руху молекул повітря. У міру зменшення або збільшення частоти щодо середнього діапазону гострота слуху поступово знижується. На краях сприйманого діапазону частот звук, щоб бути почутим, повинен бути дуже сильним, настільки сильним, що іноді відчувається фізично раніше, ніж чується.

## Звук і свідомість
Зв'язок «явище-звук» реалізується багато разів, тому вища нервова діяльність людини повинна відреагувати на дію цих двох постійних чинників утворенням умовного рефлексу. Тому на звуки ми реагуємо, як на явища, цими звуками супроводжувані. Причому на різні звуки — як на різні явища. На низькі, галасливі і гучні звуки — як на небезпечні, страшні, тривожні; на високі, неголосні, мелодійні звуки — як на приємні і безпечні явища.
З часом почали формуватися і по-справжньому мовні типи значень. Скажімо, голосні звуки мови виявляються мелодійнішими і тому приємнішими, ніж приголосні. Шумні приголосні на зразок Х, Ш, Ж виявляються «страшнішими», ніж дзвінкі, такі як Б, Д, Г, вибухові Д, Г, Б, П — «швидшими», ніж фрикативні Ф, Ш, З і т. д.
Така звукова (акустична) семантика тісно зв'язана з змістовою, тобто мотивом вимови. Наприклад, гучні звуки вже за своїми акустичними властивостями набувають значимості «сильних, агресивних», а тут ще і артикуляція допомагає: їх вимова вимагає енергійнішої роботи мовного апарату, і це додає їм «сили». Вибухові, такі як Б, Г, Д або тремтячі звуки, такі як Р, вимагають швидкої роботи органів мови і вказують на швидкість, активність. Так виникає і поступово закріплюється в мові фонетичне значення.